# Yanis Lenne
Yanis Lenne (født 29. juni 1996) er en fransk håndboldspiller, der spiller for Montpellier Handball og det franske håndboldlandshold.
Han deltog i verdensmesterskabet i 2021.
Han er ældre bror til Arthur Lenne.